# Asnières-sur-Seine
Asnières-sur-Seine (/ɑnjɛʁ syʁ sɛn/) è un comune francese di 83 845 abitanti situato nel dipartimento dell'Hauts-de-Seine nella regione dell'Île-de-France.

## Geografia
Asnières-sur-Seine sorge sulla riva sinistra della Senna, nell'area nord-occidentale della conurbazione parigina.

## Storia
Fu menzionata per la prima volta in una bolla di papa Adriano IV datata 26 giugno 1158.
Il parroco di Asnières-sur-Seine Jacques Jubé, di tendenza giansenista, a partire dal 1701 diede vita al cosiddetto rito di Asnières. Celebrava una Messa bassa in cui i fedeli recitavano Gloria, Credo e Sanctus e il canone veniva letto a alta voce; era prevista anche una processione offertoriale con frutta e verdura e le statue dei santi furono eliminate. È considerato un anticipatore della riforma liturgica cattolica del XX secolo.

## Monumenti e luoghi d'interesse
- Castello di Asnières

## Società

### Evoluzione demografica
Abitanti censiti

## Infrastrutture e trasporti
La stazione di Asnières-sur-Seine è servita dalle linee J e L del Transilien. Sul territorio comunale si trovano anche le stazioni di Bécon-les-Bruyères, Bois-Colombes e Grésillons.
La cittadina è attraversata anche dalla linea 13 della metropolitana di Parigi (stazioni di Les Courtilles, Les Agnettes e Gabriel Péri).

## Sport
La locale squadra di football americano, i Molosses d'Asnières hanno vinto un Challenge Feminin, due Caschi d'Oro, un Casco d'Argento e due campionati nazionali di flag football.